# أغاديس
أغاديس هي أكبر مدينة في شمال النيجر، ويبلغ عدد سكانها 88569 نسمة (تعداد 2005). تقع المدينة في الصحراء وهي عاصمة منطقة أغاديس.

## المناخ
يظهر الجدول التالي التغييرات المناخية على مدار السنة لأغاديس:
| البيانات المناخية لـأغاديس        | البيانات المناخية لـأغاديس | البيانات المناخية لـأغاديس | البيانات المناخية لـأغاديس | البيانات المناخية لـأغاديس | البيانات المناخية لـأغاديس | البيانات المناخية لـأغاديس | البيانات المناخية لـأغاديس | البيانات المناخية لـأغاديس | البيانات المناخية لـأغاديس | البيانات المناخية لـأغاديس | البيانات المناخية لـأغاديس | البيانات المناخية لـأغاديس | البيانات المناخية لـأغاديس |
| الشهر                             | يناير                      | فبراير                     | مارس                       | أبريل                      | مايو                       | يونيو                      | يوليو                      | أغسطس                      | سبتمبر                     | أكتوبر                     | نوفمبر                     | ديسمبر                     | المعدل السنوي              |
| --------------------------------- | -------------------------- | -------------------------- | -------------------------- | -------------------------- | -------------------------- | -------------------------- | -------------------------- | -------------------------- | -------------------------- | -------------------------- | -------------------------- | -------------------------- | -------------------------- |
| الدرجة القصوى °م (°ف)             | 37 (99)                    | 40 (104)                   | 41 (106)                   | 47 (117)                   | 50 (122)                   | 46 (115)                   | 48 (118)                   | 43 (109)                   | 41 (106)                   | 40 (104)                   | 42 (108)                   | 40 (104)                   | 50 (122)                   |
| متوسط درجة الحرارة الكبرى °م (°ف) | 27.9 (82.2)                | 31.1 (88.0)                | 35.0 (95.0)                | 39.2 (102.6)               | 41.3 (106.3)               | 41.3 (106.3)               | 39.1 (102.4)               | 37.9 (100.2)               | 38.9 (102.0)               | 37.1 (98.8)                | 32.4 (90.3)                | 29.0 (84.2)                | 35.8 (96.4)                |
| المتوسط اليومي °م (°ف)            | 19.8 (67.6)                | 22.5 (72.5)                | 26.7 (80.1)                | 31.2 (88.2)                | 33.7 (92.7)                | 33.8 (92.8)                | 32.1 (89.8)                | 31.0 (87.8)                | 31.7 (89.1)                | 29.4 (84.9)                | 24.3 (75.7)                | 21.0 (69.8)                | 28.1 (82.6)                |
| متوسط درجة الحرارة الصغرى °م (°ف) | 11.7 (53.1)                | 13.9 (57.0)                | 18.3 (64.9)                | 23.1 (73.6)                | 26.0 (78.8)                | 26.4 (79.5)                | 25.1 (77.2)                | 24.2 (75.6)                | 24.5 (76.1)                | 21.7 (71.1)                | 16.2 (61.2)                | 12.8 (55.0)                | 20.3 (68.5)                |
| أدنى درجة حرارة °م (°ف)           | −1 (30)                    | 7 (45)                     | 6 (43)                     | 13 (55)                    | 20 (68)                    | 19 (66)                    | 18 (64)                    | 17 (63)                    | 18 (64)                    | 12 (54)                    | 5 (41)                     | −1 (30)                    | −1 (30)                    |
| الهطول مم (إنش)                   | 0.0 (0.0)                  | 0.0 (0.0)                  | 0.1 (0.00)                 | 2.0 (0.08)                 | 5.5 (0.22)                 | 10.4 (0.41)                | 35.2 (1.39)                | 49.7 (1.96)                | 8.2 (0.32)                 | 0.3 (0.01)                 | 0.0 (0.0)                  | 0.0 (0.0)                  | 111.4 (4.39)               |
| ساعات سطوع الشمس الشهرية          | 297.6                      | 280.0                      | 294.5                      | 288.0                      | 297.6                      | 270.0                      | 288.3                      | 285.2                      | 285.0                      | 306.9                      | 303.0                      | 294.5                      | 3٬490٫6                    |
| المصدر #1: NOAA                   |                            |                            |                            |                            |                            |                            |                            |                            |                            |                            |                            |                            |                            |
| المصدر #2: Weatherbase            |                            |                            |                            |                            |                            |                            |                            |                            |                            |                            |                            |                            |                            |

## أعلام
- تولو كيكي
- محمد بشار
- داودا كاميلو